# Руднев, Иван Николаевич
Руднев Иван Николаевич (1851—1912) — генерал-майор Российской империи, помощник Московского градоначальника с 1 января 1905 по 6 февраля 1906, временно исполнявший должность Московского градоначальника с 1 по 16 января 1905 года, а также с 28 июня 1905 по 16 июля 1905.

## Биография
Родился 16 апреля 1851 года (по другим данным — в 1861 году). Закончил Михайловское артиллерийское училище, а затем Николаевскую академию Генерального штаба.
В 1874 году получил чин подпоручика, а в 1878 году — поручика. В 1881—1882 годах — старший адъютант штаба 36-й пехотной дивизии. С 1882 по 1887 годы — адъютант штаба 2-й гренадерской дивизии. В 1882 году получил чин штабс-капитан, а в 1884 году — капитан. С 1887 по 1888 годы командир роты 4-го Несвижского полка. Старший адъютант штаба 2-й гренадерской дивизии (1888). В том же году получил чин подполковника. C 1888 по 1892 годы заведовал передвижением войск по железным дорогам.
В 1892 году получил чин полковника и год управлял канцелярией московского обер-полицмейстера (1892—1893).С 1893 по 1905 год — помощник московского обер-полицмейстера (до 1896 года — А. А. Власовского, с 1896 по 1905 годы — Д. Ф. Трепова). Генерал-майор с 1903 года. 1 января 1905 года получил должность помощника московского градоначальника и до приезда Е. Н. Волкова временно исполнял его обязанности (по 16 января 1905).
После убийства московского градоначальника П. П. Шувалова временно исполнял его обязанности (с 28 июня 1905 по 16 июля 1905). Уволен от службы не позднее 1 июля 1906 года (по другим данным — 7 февраля 1907 года ).
Скончался в 1912 году.

## Оценка личности
Московский губернатор В. Ф. Джунковский так характеризовал И. Н. Руднева: «Руднев, хотя и был прекрасным человеком, честным и благородным, но в то же время был слабоволен, нераспорядителен и совершенно не годился ни на какую самостоятельную административную должность».